# Elmohardyia angustifrons
Elmohardyia angustifrons är en tvåvingeart som först beskrevs av Becker 1900.  Elmohardyia angustifrons ingår i släktet Elmohardyia och familjen ögonflugor.
Artens utbredningsområde är Peru. Inga underarter finns listade i Catalogue of Life.